# Ciliaria binominata
Ciliaria binominata är en svampart som först beskrevs av George Edward Massee, och fick sitt nu gällande namn av Boud. ex Ramsb. 1913. Ciliaria binominata ingår i släktet Ciliaria och familjen Pyronemataceae.   Inga underarter finns listade i Catalogue of Life.